# Suonenjoki (stacja kolejowa)
Suonenjoki (fiń. Suonenjoen rautatieasema) – stacja kolejowa w Suonenjoki, w regionie Sawonia Północna, w Finlandii. 
Stacja została otwarta dla ruchu w ramach odcinka Kouvola - Kuopio w 1889 roku. Zatrzymują się tutaj pociągi dalekobieżne w tym InterCity.

## Linie kolejowe
- Savon rata
- Iisveden rata